# Molophilus (Molophilus) tartarus
Molophilus (Molophilus) tartarus is een tweevleugelige uit de familie steltmuggen (Limoniidae). De soort komt voor in het Australaziatisch gebied.